# Luftangriffe auf Eisenach
Von Februar 1944 bis Februar 1945 erfolgten sieben Luftangriffe auf Eisenach mit Abwurf von über 400 Tonnen Bombenlast, ganz überwiegend in Tagesangriffen von 160 viermotorigen strategischen Bombenflugzeugen der 8th Air Force der US Army Air Forces. Im November 1944 bombardierte auch die britische Royal Air Force mehrmals in Nachtangriffen die Innenstadt von Eisenach. Zerstört wurden Anlagen der Rüstungsindustrie (BMW), doch erlitten besonders die Wohngebiete der Stadt schwere Schäden. Von 5.000 Gebäuden wurden 177 total zerstört, 120 schwer getroffen und 2.500 verschieden stark beschädigt. Darunter befanden sich bedeutende Kulturbauten. Mindestens 324 Einwohner kamen durch die Bomben um. Vom 1. April bis zur Besetzung der Stadt durch US-Truppen am 6. April 1945 erfolgten Artilleriebeschuss und auch Jagdbomberangriffe durch die US-Armee, mit weiteren Gebäudeschäden und mindestens 43 Todesopfern unter der Zivilbevölkerung.

## Angriffsplanungen
Eisenach war für das britische RAF Bomber Command unter dem Codenamen „Sturgeon“ (Stör) als Ziel vorgesehen. Der Stellvertreter von Arthur Harris, Oberbefehlshaber des Bomber Command, war Air Vice-Marshal Robert Saundby, der als begeisterter Angler alle in Auswahl kommenden deutschen Städte mit einem Fish code versah.
Harris plante bereits 1942 einen Tausend-Bomber-Angriff auf den Zielkomplex Eisenach, Erfurt, Gotha, Weimar und Jena. Im November 1942 war Eisenach in einem Konzept des britischen Luftmarschalls Charles Portal für „Einäscherungsbombardements“ einer großen Zahl von deutschen Städten enthalten. Harris wollte 1943 die Zustimmung der US-Amerikaner mit ihrer 8th Air Force für massive gemeinsame Angriffe auf das mitteldeutsche „Kleine Ruhrgebiet“ (einschließlich Eisenach) erreichen. Eisenach erschien im Januar 1945 auch auf einer revidierten Städte-Angriffsliste, die Harris Portal unterbreitete.

## Die einzelnen Luftangriffe

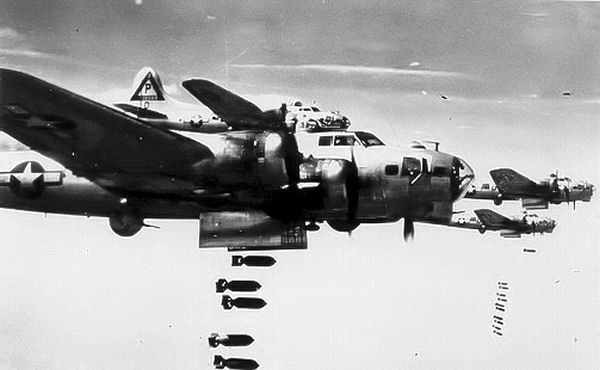
B-17 „Flying Fortress“ der US Army Air Forces beim Bombenwurf

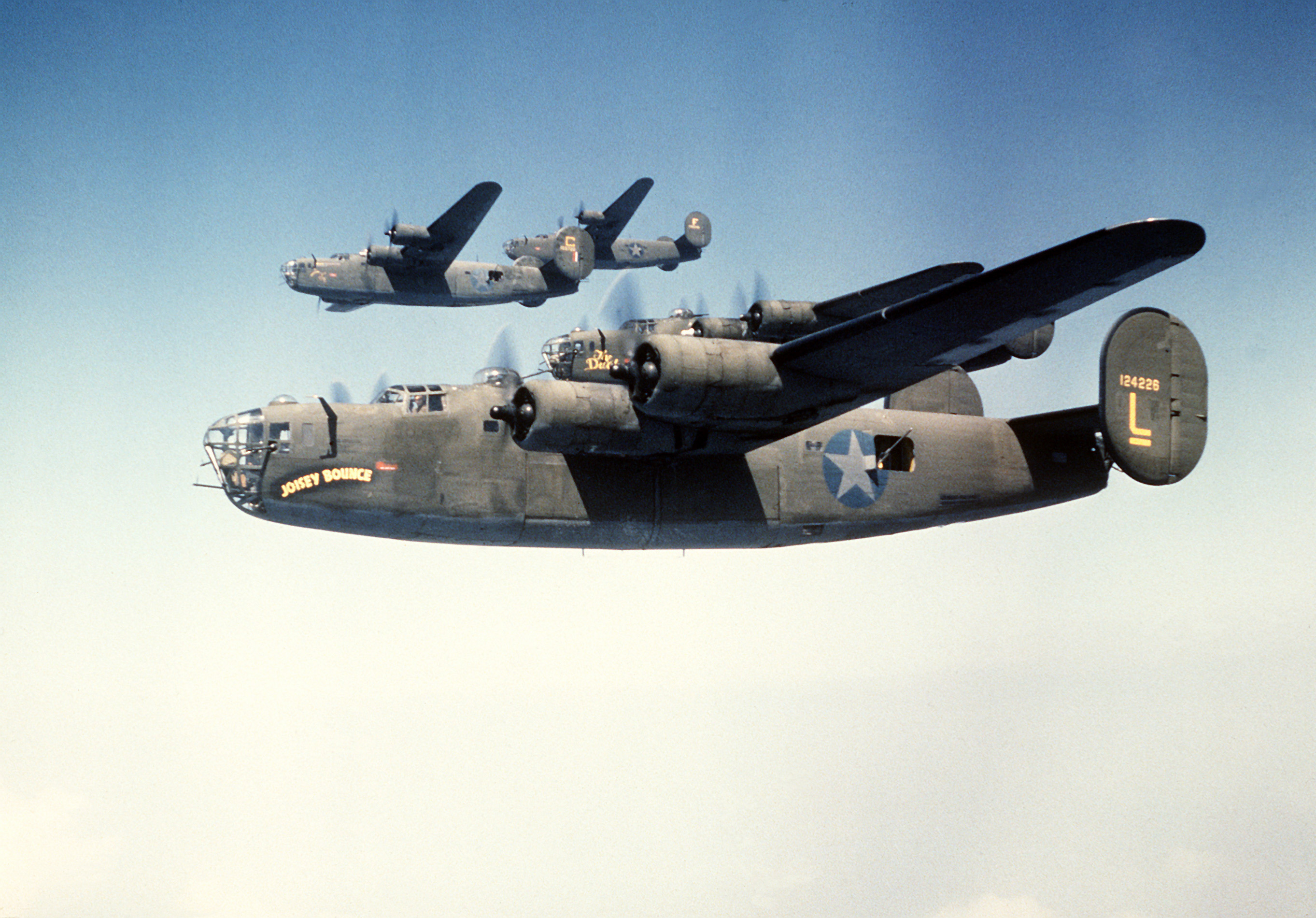
Amerikanische B-24 „Liberator“

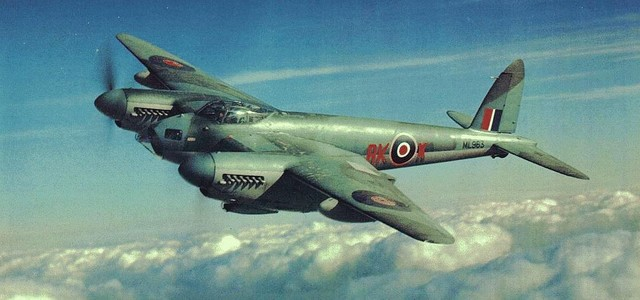
Britischer Mosquito-Bomber (1944)

Die Eisenacher Bevölkerung erlebte von 1939 bis 1945 insgesamt 847 Fliegeralarme, davon 1944 439-mal und 1945 266-mal. Die Luftwarnungen dauerten insgesamt 915 Stunden, davon alleine 1944 450 und 1945 285 Stunden.
- 24. Februar 1944: An diesem Tag fielen die ersten Bomben auf Eisenach. Im Rahmen der Big Week zur Zerstörung der deutschen Flugzeugindustrie hatte die 2nd Bombardment Division der 8th Air Force den Auftrag, die Gothaer Waggonfabrik mit ihrer Fertigung von zweimotorigen Bf 110 anzugreifen. Von den 239 B-24-Bombern warfen jedoch 44 Maschinen über Eisenach 116 Tonnen Brandbomben zwischen 13:16 Uhr und 13:45 Uhr aus einer Flughöhe von 4.000–5.000 Meter ab. Der Grund für den „Irrtum“ des „Lead Bombardiers“ der Führungsmaschine soll nach dem Kriegstagebuch der 8th Air Force in Sauerstoffmangel unter seiner Maske gelegen haben.[5] Wahrscheinlicher ist, dass der Pulk durch deutsche Jagdmaschinen von seinem Kurs abgedrängt wurde.[6] Viele Bomben fielen ins freie Feld und in die Umgebung des Dürrerhofs, doch wurden eine Schule, das Kreiskrankenhaus und Wohnhäuser, besonders in der Kasseler Straße durch Brandbomben getroffen. Es gab 41 Tote.[7] Ein kombinierter Angriff auf Gotha und Eisenach war bereits für den 20. Februar 1944 mit 87 B-17 „Flying Fortress“ geplant gewesen, wurde aber wegen der Witterungsbedingungen abgesagt.[8]

- 20. Juli 1944: Um etwa 11:30 Uhr griff die 8th Air Force aus 6.000 bis 7.000 Meter Höhe die BMW-Anlagen und Wohngebiete mit Spreng- und Brandbomben an: 130 Stück 500 lb General Purpose Bombs und 488 Stück 100 lb Incendiary Bombs. Besonders betroffen waren Tiefenbacher Allee und Graf-Keller-Straße. Es gab 28 Tote, davon vier Krankenschwestern aus dem Kreiskrankenhaus. 500 Einwohner wurden obdachlos.[9] Im Kriegstagebuch der 8th Air Force wird mitgeteilt, dass 10 B-24-Bomber der 2nd Bombardment Division an diesem Tag Bad Salzungen mit 29,5 Tonnen Bomben angegriffen hätten, von Eisenach ist nicht die Rede.[10] In Bad Salzungen wurde jedoch kein Luftangriff vermerkt.

- 11. September 1944: An diesem Tag erfolgte der dritte und schwerste Luftangriff auf Eisenach – 4 Tage nach Abzug der schweren deutschen 8,8-cm-Flak-Batterien, die um die Stadt stationiert waren, zum Fronteinsatz. 71 B-17 der 1st Bombardment Division der 8th Air Force warfen um die Mittagszeit aus 8.000 bis 9.000 Meter Höhe 177,5 Tonnen Bombenlast auf das „Ausweichziel“ Eisenach ab: 807 Stück 500 lb General Purpose Bombs. Das BMW-Gelände in der Stadt an der Rennbahn wurde schwer, die gut getarnte BMW Flugmotorenfabrik Eisenach im Wald am Dürrerhof ebenfalls, aber nicht so stark getroffen. Viele Wohngebäude, besonders in der Umgebung des innerstädtischen BMW-Werks wurden zerstört oder beschädigt. Es gab 194 Todesopfer an diesem Tag in Eisenach.[11]

- 13. September 1944: 12 B-24-Flugzeuge der 2nd Bombardment Division der 8th Air Force warfen 28,4 Tonnen Bomben auf Eisenach als „Ausweichziel“ ab: 115 Stück 500 lb General Purpose Bombs. Bei den „September-Angriffen“ wurde auch die Wagenhalle der Straßenbahn (mit vielen Menschen) schwer getroffen, sodass damit der Eisenacher Straßenbahnverkehr ausgeschaltet war. Die Bevölkerung war zum Teil in die Umgebung geflüchtet, auch daher forderte der nicht so schwere Angriff weniger Menschenleben, als der vorausgegangene. Zusammen waren es jedoch über 200 Todesopfer.[12]

- 23./24. November 1944[13] (andere Angabe: 20.–23. November)[14]: Im Kriegstagebuch der britischen RAF als „Minor Operations“ verzeichnet sind die nächtlichen Einzelangriffe von neun Schnellbombern des Typs Mosquito mit Luftminen auf Wohngebiete in der Innenstadt. Sie legten dort „große Teile des Stadtkerns in Schutt und Asche“ und werden von Heuse als „Terrorangriffe“ eingestuft. Unter anderem wurden das Bachhaus und das Lutherhaus zerstört, der Südflügel des Residenzschlosses stark beschädigt, das Rathaus beschädigt, ebenso viele Gebäude am Frauenplan, am Lutherplatz und in der Schmelzerstraße zerstört oder beschädigt. 10 Tote werden angegeben. Nach dieser Erfahrung wurden Löschwasserteiche auf dem Karlsplatz, vor dem Bahnhof und an vier anderen Plätzen in Eisenach angelegt.

- 9. Februar 1945: 24 B-17 der 1st und 3rd Air Division der 8th Air Force griffen von 12:58 bis 13:35 Uhr mit 59,1 Tonnen Bombenlast aus 7.000 bis 8.000 Meter Höhe Eisenach an. 200 Sprengbomben und eine große Anzahl von Stabbrandbomben und von 12-Kilogramm-Brandbomben gingen auf die Stadt nieder. Unter anderem wurden mit der Ostseite des Marktplatzes Teile des Rathauskomplexes (die alte Ratswaage) und das Eichelsche Haus zerstört und die Stadtsparkasse in der Karlstraße beschädigt. Am Demmer-Werk und an der Rennbahn entstanden Schäden. Im Karolinen-Tal wurde ein Lager für ausländische Arbeiter getroffen. Insgesamt gab es 12 Tote. Für den 6. Februar 1945 enthält das Kriegstagebuch der 8th Air Force noch einen angeblichen vorausgegangenen Angriff am 6. Februar mit 13 B-17 Bombern der 1st Air Division mit 30 Tonnen Bombenlast, der jedoch in Eisenach nicht registriert wurde, sondern in Arnstadt niederging.

- Artillerie-Beschuss Anfang April 1945: Eisenach lag ab 1. April bis zum 6. April unter amerikanischem Artillerie-Beschuss und erlebte Tieffliegerangriffe. Nach einem Ultimatum am Vortag und Flugblatt-Abwurf („dem Erdboden gleichgemacht“) erfolgte am 6. April ab 2:00 Uhr nachts bis morgens 6:30 Uhr heftiger Artillerie-Beschuss mit über 5.000 Salven, vor allem vom Wartenberg aus. Besonders das Südviertel hatte zu leiden, das schon beschädigte Bachhaus erhielt einen Volltreffer, weitere Schäden entstanden am Hainstein, im Johannistal, in der Kapellenstraße, der Barfüßerstraße und Predigergasse, sowie in der Weststadt und der Innenstadt. 43 Zivilisten und 36 Soldaten fanden den Tod. Die letzten Wehrmachtseinheiten verließen die Stadt in der Nacht, morgens um 8:00 Uhr wurde sie von Oberbürgermeister Rudolf Lotz an die US-Truppen übergeben.[15][16]

## Materielle Verluste und Opferzahlen
Das kriegszerstörte BMW-Werk, 1945

Link zum Bild

Die innerstädtischen BMW-Anlagen mit ihrer Fahrzeugproduktion wurden weitgehend zerstört, das BMW-Flugmotoren-Werk Dürrerhof wurde kaum getroffen.
„Bei allen Angriffen erlitten auch die Wohngebiete der Stadt große Schäden“ " (Die 7 Bombenangriffe 1944/45) richteten teilweise verheerende Schäden an. … Manches Gebäude war nicht wieder aufzubauen. Insofern hat sich das bauliche Erscheinungsbild der Stadt in jenen Jahren des Krieges und denen danach an manchen Stellen erheblich verändert". Von 5.000 Gebäuden wurden 177 total zerstört, 120 schwer getroffen und 2.500 verschieden stark beschädigt. Die vielen zerstörten Wohnungen trugen erheblich zur Obdachlosigkeit in der Stadt bei, die Anfang April 1945 mit 84.000 Menschen überfüllt war, einschließlich Evakuierten, Flüchtlingen, Militär, ausländischen Arbeitskräften und Kriegsgefangenen.
324 Einwohner von Eisenach (damaliges Stadtgebiet) sind durch Bomben umgekommen, bzw. 321 Menschen fielen den Luftangriffen zum Opfer. Aus diesen Zahlen geht nicht eindeutig hervor, ob auch Ausländer mit eingeschlossen sind. Jedenfalls sind es wohl nur die Zivilisten, und Soldaten sind nicht mit enthalten. Der Volksbund Deutsche Kriegsgräberfürsorge gibt an, dass auf dem Zentralfriedhof 360 Bombenopfer aus Eisenach liegen. Eine Erklärung für diese höhere Zahl könnte sein, dass der Volksbund auch die 43 zivilen Opfer des Artilleriebeschusses und der Tieffliegerangriffe Anfang April 1945 mitgezählt hat. Damit wäre die Opferzahl vollständiger.

## Verluste und Schäden an Kulturbauten
Die folgenden Angaben basieren auf dem Standardwerk „Schicksale Deutscher Baudenkmale im Zweiten Weltkrieg“, Kapitel „Eisenach“ von Rudolf Zießler.

### Stark getroffene Kulturbauten

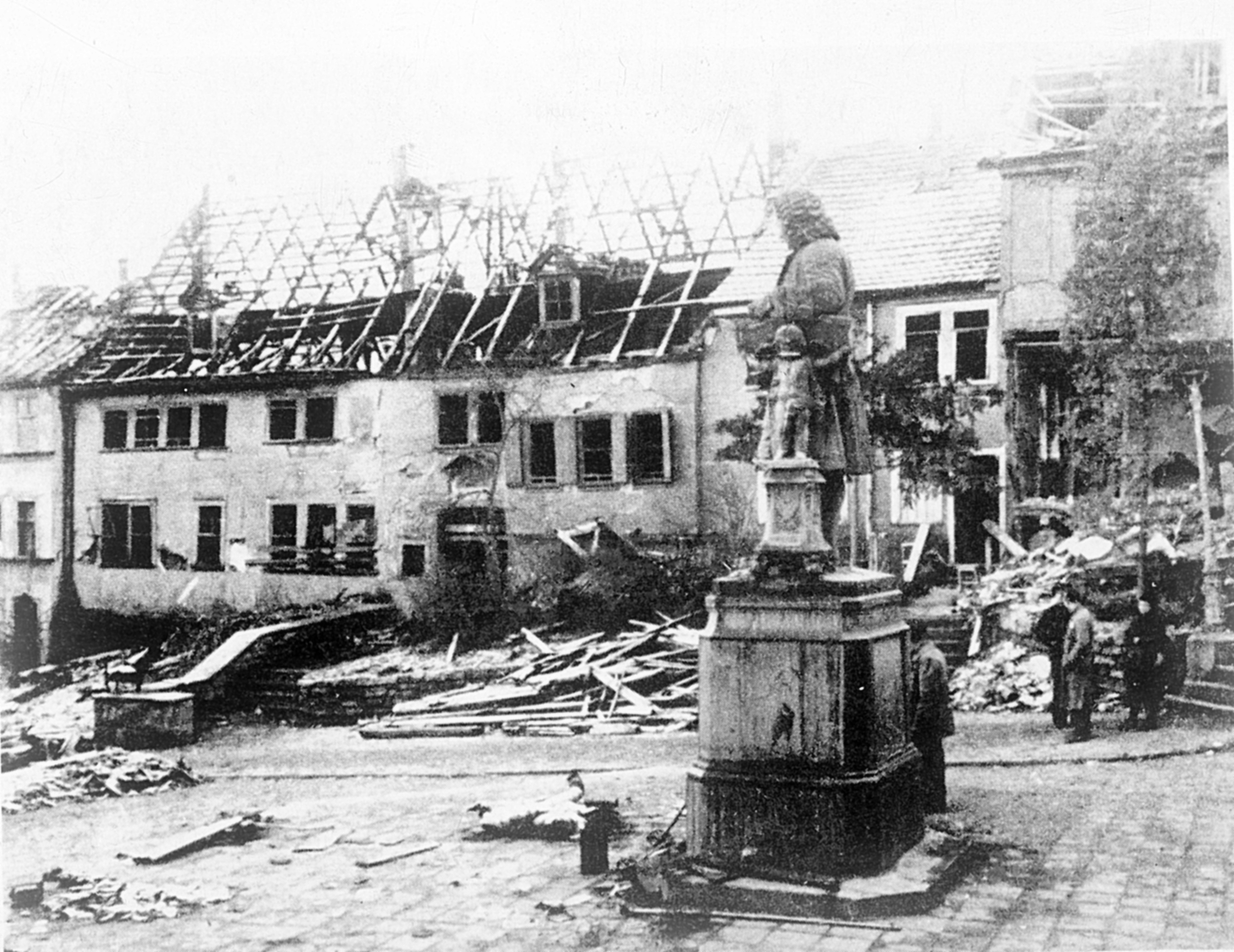
Frauenplan und Bachhaus am 6. April 1945

- Die Alte Residenz (Markt, Ecke Lutherplatz und Esplanade) wurde bei dem britischen Mosquito-Angriff mit Luftminen am 23. November 1944 schwer in Mitleidenschaft gezogen, auch die Zollhoferweiterung.
- Das in die alte Herzogliche Residenz einbezogene Creutznacher Haus von 1539 wurde erheblich beschädigt, besonders die nördliche Giebelseite und der Turm.
- Das „Archivgewölbe“, der Ostflügel der Residenz, wurde völlig zerstört und später abgetragen.
- Der „Marstall“, der Südflügel der Residenz, wurde völlig zerstört, die Ruine abgetragen. Die beschädigte Brunnendekoration wurde geborgen.
- Das Rathaus (Markt 1) erlitt beim Luftminen-Angriff am 23. November 1944 Luftdruckschäden. Der Angriff vom 9. Februar 1945 verursachte weitere schwere Schäden am Dach sowie einen Teilbrand im Inneren. Die Standsicherheit war gefährdet.
- Die Ratswaage (Markt 2), mit dem Rathaus vereinigt, wurde am 9. Februar 1945 zerstört, die Ruine abgetragen.
- Das Lutherhaus wurde durch eine Luftmine am 23. November 1944 teilweise zerstört, vor allem der Nord- und der Westgiebel waren betroffen.
- Das Bachhaus (Frauenplan 21) erlitt am 23. November 1944 durch Luftminen-Einwirkung eine erhebliche Beschädigung des Dachverbandes, der Fenster und des Inneren. Gleichzeitig wurde die gegenüberliegende Wohnbebauung, einschließlich der Alten Zeichenschule, völlig zerstört. Durch den Artilleriebeschuss am 6. April 1945 entstand erneut erheblicher Gebäudeschaden.

### Leichte bis mittelschwere Beschädigungen

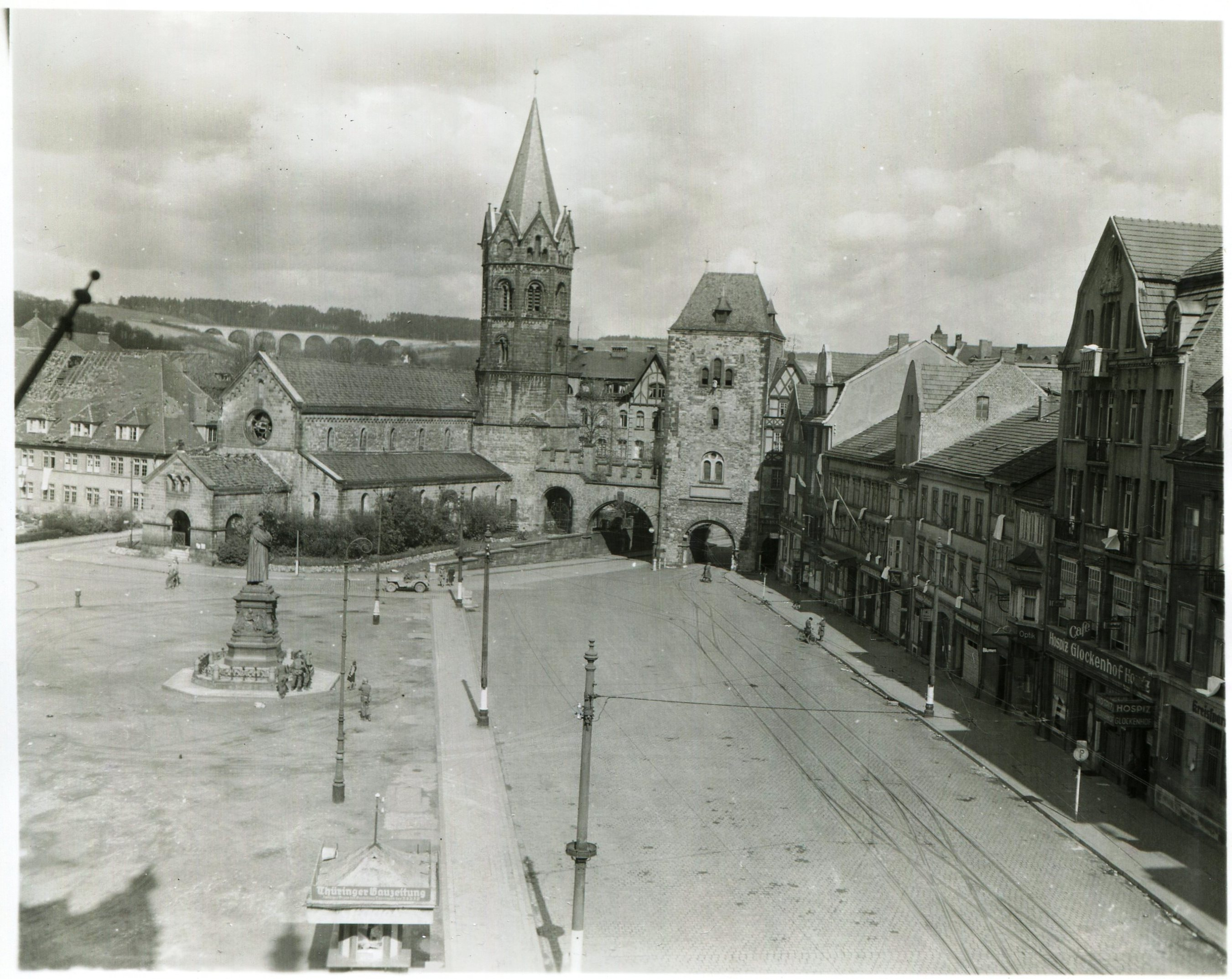
Der Karlsplatz im April 1945; Nikolaikirche und Diakonissenmutterhaus mit Kriegsschäden

- Die Wartburg erlitt vom 1. bis 5. April 1945 Artilleriebeschuss. Beschädigt wurden: Tor- und Ritterhaus, Dirnitz, Bergfried, Neue Kemenate, Verbindungsbau von Pallas und Kemenate, der Pallas/Landgrafenhaus (Dach, Fenster, Säulen, Kapitelle), Gadem und Brüstungsmauer des Kommandantengartens.
- Die Annenkirche
- Die Georgenkirche
- Die Kreuzkirche
- Die Nikolaikirche
- Der Glockenturm der Neuen Residenz am Markt
- Die Dominikaner-Klosterkirche
- Das Schlösschen Fischbach
- Das Reuter-Wagner-Museum (Reuterweg)
- Der Schlosskeller (Markt 10)
- Diakonissenmutterhaus (Karlsplatz)
- Die Georgenschule (Esplanade)
- Die ehemalige Forstakademie (Frauenberg 17)
- Das Bankgebäude Johannisplatz 18-20
- Häuser Georgenstraße 2 (Haus Rodensteiner), Goldschmiedenstraße 1, Jakobsplan 9, Karlstraße 1 (Ratsapotheke) und 3, Obere Predigergasse 1 und Schmelzerstraße 14.

## Begräbnisstätten

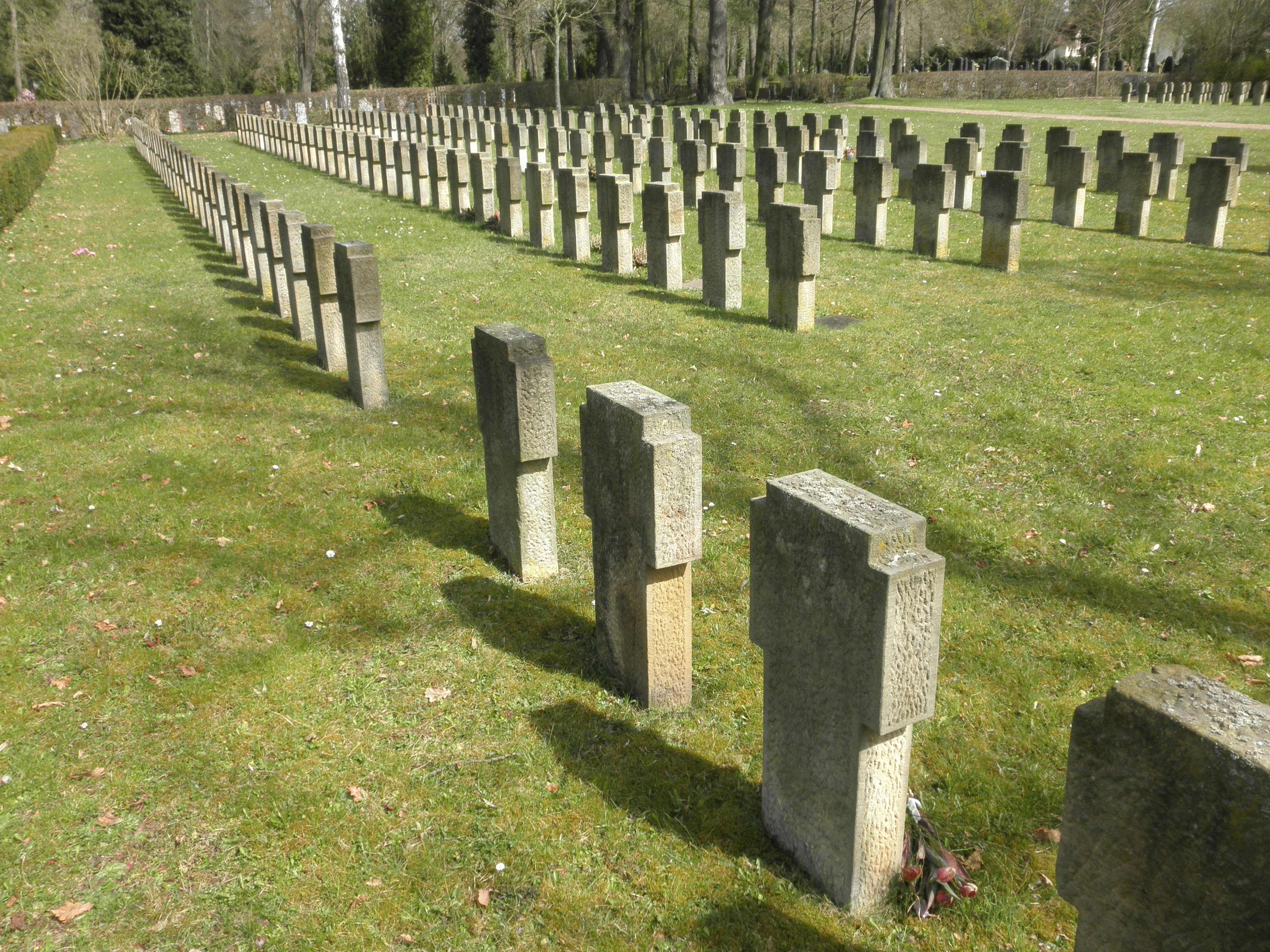
Gräber mit Bombenopfern auf dem Friedhof Eisenach

Auf dem städtischen Zentralfriedhof von Eisenach am Wartenberg gibt es fünf Grabanlagen zu Ehren der Opfer von Kriegen und Gewaltherrschaft, darunter für 321 Bombenopfer. Der Volksbund Deutsche Kriegsgräberfürsorge gibt an: „Auf einem weiteren Gräberfeld ruhen 360 Bombenopfer aus Eisenach“. Wahrscheinlich hat der Volksbund die Opfer der Artillerie- und Jagdbomberangriffe mitgezählt. Die Grabanlagen sind gemeinsam für Bombenopfer und deutsche Soldaten angelegt.